# Samuel Godin

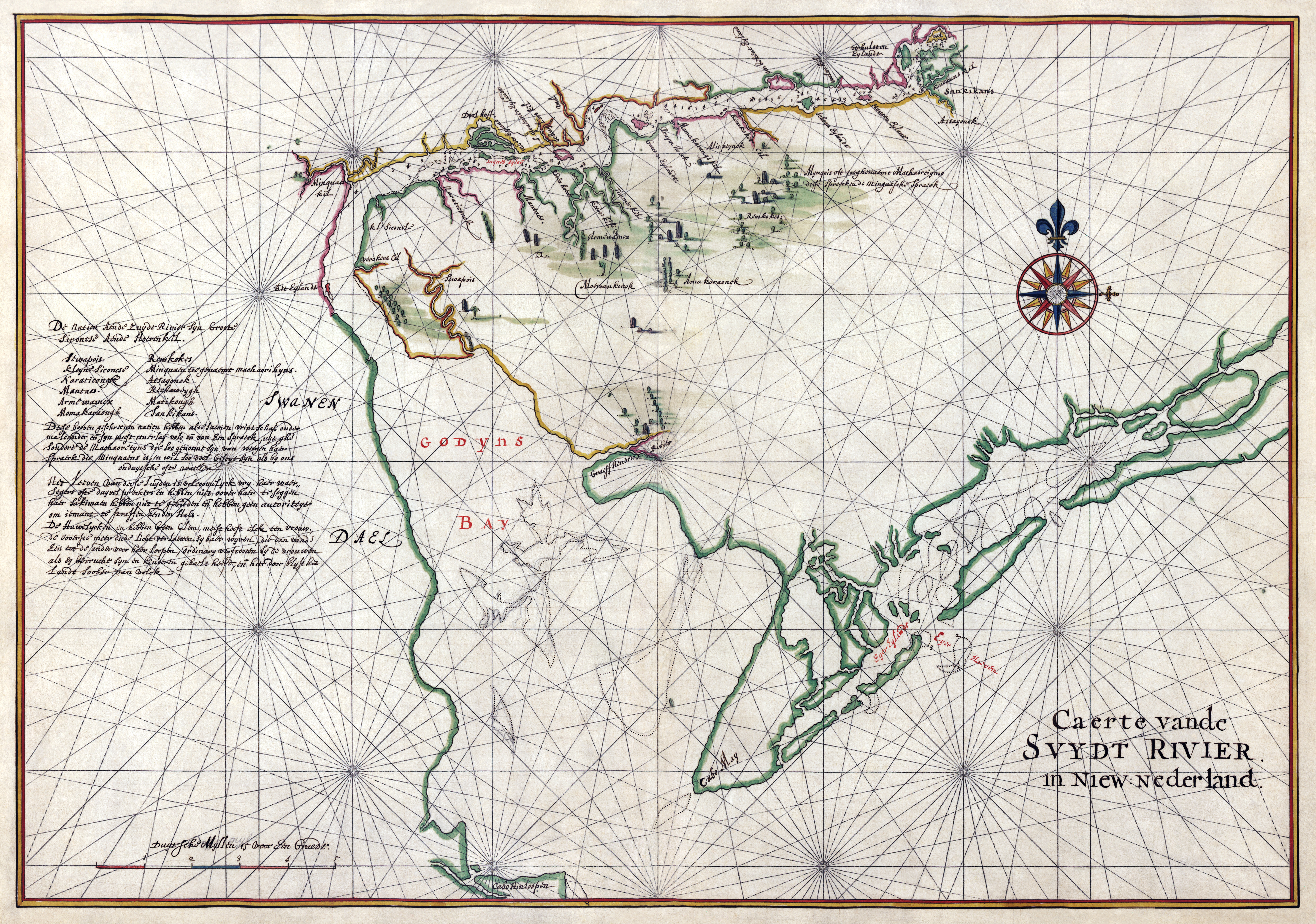
Zeekaart van monding van de Delaware met het patroonschap Swaanendael en Godyn's Bay, nu Delaware Bay (1639)

Samuel Godin, Godijn of Godyn (Antwerpen, 1561 of omstreeks 1566 — Amsterdam, 29 september 1633) was een koopman, afkomstig uit de Zuidelijke Nederlanden, handelend op Spanje, Brazilië en de Levant. Hij was een van de bewindhebbers van de Noordse Compagnie, en sinds 1617 betrokken bij de walvisvaart, en sinds 1621 bewindhebber van de West-Indische Compagnie. Vanaf 1620 handelde hij op Nieuw-Nederland. Hij gaf zijn naam aan wat nu de Delaware Bay is. Hij was een van de investeerders in Swaanendael, samen met David Pietersz. de Vries die hij daartoe uitgenodigd had in ruil voor zijn inzet. De nederzetting en zijn patroonschap bestond niet lang omdat de factorij werd leeggeplunderd door Indianen, al snel nadat deze was opgericht.

## Biografie
Samuel Godin was een van de dertien kinderen van Jean Godin, in 1576 de gouverneur van het Fort Lillo tijdens de Spaanse Furie. In 1595 was hij betrokken bij een juridische zaak tegen Isaac le Maire en Dirck van Os in opdracht van Jean Vivien die in 1602 zijn schoonvader zou worden. Samuel kwam waarschijnlijk via de "Calvinistische route" (Vlissingen of Middelburg) naar Amsterdam. In 1600 verstuurde hij een brief naar Clusius in Leiden. Op 24 augustus 1602 trouwde Godijn te Bremen met Anneken Anselmo (1583-1630), geboren in Antwerpen. Samen met zijn broer Daniel investeerde hij 3.000 gulden in de VOC in augustus 1602. Godin handelde in wol, indigo uit Spanje, brazielhout, maar rond 1617 raakte hij geïnteresseerd in de walvisvaart en werd bewindhebber van de Noordse Compagnie. Vanwege moeilijkheden met Engelse en Deense vissers rond Spitsbergen nam hij een initiatief tot vangsten bij Noordriver. Ongeveer tien kooplieden investeerden in twee schepen, Godin was een van hen. In augustus 1622 kocht hij een erf op de Keizersgracht en woonde daar in het huis genaamd De Walvis, tegenwoordig no. 107.

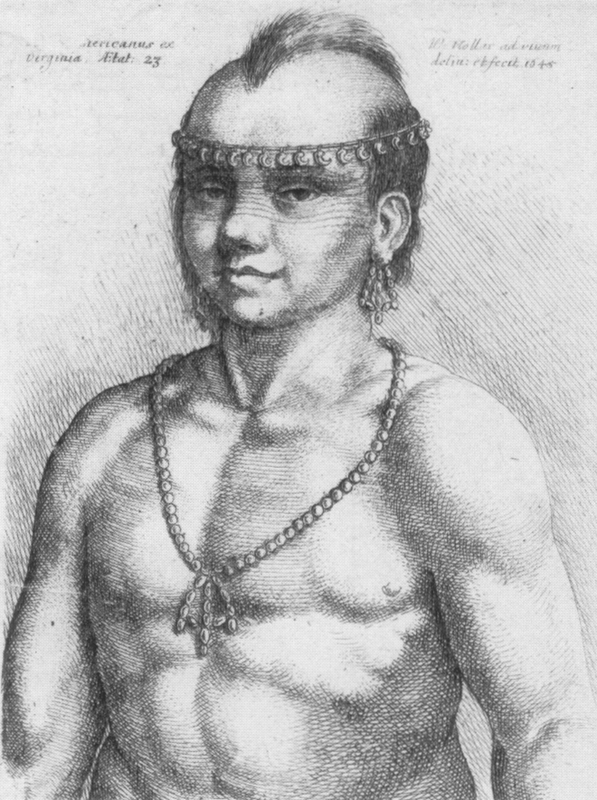
Unus American ex Virginia

Het lijkt dat Samuel Godin en Kiliaen van Rensselaer vanwege competitie rond het Hudson (rivier) besloten zuidelijker handel te drijven. In 1628 werd hun collega bewindhebber Samuel Blommaert geïnformeerd over geschikt land niet ver van Godyn's Bay. In 1629, toen er binnen de West-Indische Compagnie gediscussieerd werd hoe er meer handel zou kunnen worden gedreven met Nieuw-Nederland, dat Samuel Godijn een van de kooplieden was, die zich sterk maakte voor het uitbreiden van het aantal kolonies. Zijn medestanders waren Blommaert, de gebroeders Hendrick en Louis Trip, die evenwel hun aandeel overdeden aan Albert C. Burgh, en Van Rensselaer. Op hun verzoek werd er door agenten tussen Cape Henlopen en de monding van de Delaware land in gebruik genomen, in een gebied waar de WIC zwak vertegenwoordigd was. Het patroonschap werd in mei 1630, uitgebreid door de aankoop van een stuk land aan de overkant van de rivier. De aankoop werd bekrachtigd op 1 juni 1630. Godin en Blommaert maakten een begin met de kolonie Swaanendael door een schip in gereedheid te brengen om kolonisten over te brengen, voorzien van materiaal en gereedschap om op walvissen te jagen, waarmee de onkosten zouden kunnen worden bestreden.
In december 1630 voer hun schip De Walvis uit met immigranten, levensmiddelen, vee zaaigoed, etc. Een tweede schip bereikte nooit haar bestemming omdat het werd gekaapt door Duinkerkers.
Het gezelschap van iets meer dan dertig man vestigde zich iets ten noorden van Cape Henlopen. Ook Johannes de Laet, bewindhebber en geleerde, en de schipper David Pietersz. de Vries namen deel aan het patroonschap. Toen De Vries in 1632 bij de kolonie arriveerde, zag hij dat de nederzetting in brand was gestoken en de bevolking vermoord. In juli 1633 was De Vries terug in Amsterdam. Tegen de belangen van Godin in had de schipper tabak uitgeladen in Engeland en stiekem beverhuiden vervoerd in zijn kajuit, die op Texel werden overgeladen in een roeiboot. Godin zou het niet lang meer maken; hij was ziek en stierf in september. De boedelinventaris die werd opgemaakt na zijn overlijden bevatte diverse beelden, schilderijen, landkaarten, parels en juwelen.

## Familie

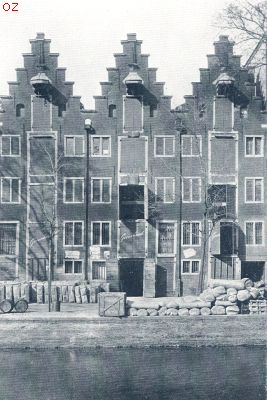
De Groenlandsche pakhuizen op Keizersgracht 40-44, gebouwd in 1621.

Samuel Godin had drie broers: Philips, Anthonie en Daniel; Paulus Godin was zijn neef. Zijn vrouw was in 1630 begraven in de Waalse kerk. Het echtpaar had acht kinderen. Zijn dochter Cecilia (1607-1637) trouwde in 1633 met Hendrick Trip. Zijn oudste zoon Samuel erfde een hofstede en land in de Beemster, maar verhuisde naar Haarlem. Zijn andere zonen erfden een aandeel in de Noordsche Compagnie en in de Groenlandse pakhuizen. Zijn dochter Johanna (1606-1648) trouwde in 1634 met Jacob Trip, een broer van Hendrick Trip en erfde een van de twee huizen op de Keizersgracht. Samuel Godin behoort tot de voorouders van Diana Spencer.